# ارین کرسیدا ویلسون
ارین کرسیدا ویلسون (انگلیسی: Erin Cressida Wilson؛ زادهٔ ۱۲ فوریه ۱۹۶۴) نمایش‌نامه‌نویس، فیلم‌نامه‌نویس و پدیدآور اهل ایالات متحده آمریکا است.
کرسیدا ویلسون دانش‌آموخته کالج اسمیت است. او بیشتر برای نویسندگی فیلم منشی (۲۰۰۲) شناخته‌می‌شود که برای او یک جایزه ایندیپندنت اسپیریت بهترین نویسندگی فیلم اول به همراه داشت.
ویلسون نویسنده چندین نمایشنامه و آثار کوتاه نیز بوده‌است. او سابقه تدریس در دانشگاه‌های دوک، براون و دانشگاه کالیفرنیا، سان‌فرانسیسکو را دارد.

## فیلم‌شناسی
- منشی (۲۰۰۲)
- خز (۲۰۰۶)
- کلویی (۲۰۰۹)
- مردان، زنان و کودکان (۲۰۱۴)
- دختری در قطار (۲۰۱۶)
- سفیدبرفی (۲۰۲۵)